# Nagy Czirok László
Nagy Czirok László (Kiskunhalas, 1883. augusztus 4. – Kiskunhalas, 1970. április 6.) hivatalnok, néprajzkutató, múzeumigazgató.

## Élete
Kiskunhalasi református gazdálkodó- és pásztorcsaládokból származott. A kiskunhalasi gimnáziumban érettségizett 1901-ben. Jegyzői oklevelet szerzett. Nyugdíjazásáig, 1949-ig, több, de elsősorban Kiskunhalas városban volt köztisztviselő, anyakönyvvezető. A kiskunhalasi Thorma János Múzeum igazgatója volt 1951 és 1954 között, majd később munkatársa. Sírja a kiskunhalasi régi református temetőben található.

## Munkássága
Már gyerekkorában meg volt benne az érdeklődés a pusztai-, a paraszti- és a pásztorélet iránt. Kiskunhalas helytörténete, életmódtörténete foglalkoztatta a leginkább. Többek között foglalkoztatta a céhek, tanyák, malmok, népi természetismeret, hiedelmek, népszokások, népdalok. Több könyve megkerülhetetlen alapvető szakirodalom a mai napi a néprajz bizonyos területein. Kéziratban maradt munkáit a kiskunhalasi múzeum illetve a Néprajzi Múzeum őrzik.

## Munkái
- Régi népdalok Kiskunhalasról. (Vargyas Lajossal együttműködve) Budapest, 1952.
- Pásztortörvények és szabályok ún. regulák a Kiskunságban In: Néprajzi Értesítő, 1954, 1955.
- Leánykérés Halason In: Kiskunság, 1955.
- Házásók. In: Néprajzi Közlemények, 1956.
- Pásztorélet a Kiskunságon. Budapest, 1959.
- Száraz-és szélmolnárok élete. Budapest, 1962.
- A Ráday kora a szegedi vár titkai. 1962.
- Budártüzek mellett. Kiskunsági anekdoták és alakok. Budapest, 1963.
- Betyárélet a Kiskunságon. Budapest, 1965.
- A lótenyésztés múltja és jelene a Kiskunságon In: Néprajzi Közlemények, 1965. 1-2. sz.
- Régi halasi vásárok. In: Kiskunhalas helytörténeti monográfia I. Kiskunhalas, 1965.
- Az utolsó halasi verbuválások. In: Kiskunhalas helytörténeti monográfia I. Kiskunhalas, 1965.
- Nagyjaink. (Vorák József társszerző) In: Kiskunhalas helytörténeti monográfia I. Kiskunhalas, 1965.
- Csokonai és Petőfi-emlékek a Kiskunságban In: Forrás, 1973. 4-5. sz.
- Az 1935-1938. év eseményei Kiskunhalason. In: Halasi Múzeumi Évkönyv (Kiskunhalas, 1999.
- Kiskunhalasi krónika. 1966-os kézirat - kiadva Kiskunhalas, 2002.